# 주희중 (희극인)
주희중(1990년 11월 24일 ~ )은 대한민국의 희극인이다. 2016년 SBS 16기 공채 개그맨으로 데뷔하였다.

## 학력
예원예술대학교 중퇴

## 방송
- 코미디쇼 코코아
- 웃찾사 (SBS)